# Theodor Wisch
Theodor Wisch (Wesselburen, 13 de desembre de 1907 – Norderstedt, 11 de gener de 1995) va ser un general de les Waffen-SS i comandant de la 1a Divisió Leibstandarte SS Adolf Hitler durant la Segona Guerra Mundial. Va arribar al rang de SS-Brigadeführer und Generalmajor der Waffen-SS. Va ser condecorat amb la Creu de Cavaller de la Creu de Ferro amb Fulles de Roure i Espases

## Biografia
Wisch va néixer a Wesselburener Koog, fill d'un fabricant. Després de completar els seus estudis, va ingressar en una facultat agrària; que abandonà el 1930 per ingressar a les SS.
Destinat inicialment al 1. Sturmbann de la 53. SS-Standarte Dithmarschen, va ser promogut a SS-Oberscharführer i destinat al SS Sonderkommando Berlin, el nucli inicial de la Leibstandarte SS Adolf Hitler. Després de ser promocionat en dues ocasions en només 3 mesos, obté el comandament del 1. Sturmbann de la Leibstandarte, comandant-la en la invasió de Polònia i, posteriorment, en les campanyes dels Països Baixos i França i dels Balcans
L'1 de juliol de 1941 és nomenat comandant del II. Batalló del 1r Regiment d'Infanteria SS i, posteriorment, del 2n Regiment SS d'Infanteria Motoritzada, amb rang de SS-Sturmbannführer. El 15 de setembre de 1941 és condecorat amb la Creu de Cavaller de la Creu de Ferro. Després de les batalles de Kharkov i Kursk és condecorat amb la Creu Alemanya d'Or.
L'agost de 1943, amb rang de SS-Oberführer, assumeix el comandament de la, substituint a Josef Dietrich. Al cap de poc, la divisió és transferida a la Itàlia septentrional per fer front a la crisi soferta arran del desembarcament aliat a Sicília i de la caiguda de Mussolini. Torna al Front Oriental, combatent a Kíev, Žytomyr, Korosten, Berdyčov, Pogrebische i a Ternopol', on la divisió quedà tancada a la bossa de Kamenez-Podolsk. Per les seves accions, Wisch és promogut a SS-Brigadeführer (30 de gener de 1944) i condecorat amb les Fulles de Roure per a la seva Creu de Cavaller (12 de febrer de 1944).
Transferida a Bèlgica, i destinada a la reserva a la zona de Bruges (on l'OKW esperava la invasió aliada, prop del Pas de Calais), la sorpresa del Desembarcament de Normandia fa que la Leibstandarte hagi d'avançar a marxes forçades fins a la zona de Caen, on no arribarà fins al 18 de juny, a causa dels atacs continus de l'aviació aliada. Posteriorment es trasllada a la zona d'Avranches per impedir l'avanç del Setè Exèrcit de Patton.
Ferit durant un atac aeri a la Bossa de Falaise, Wisch és internat a l'hospital militar de les SS de Hohenlychen i és destinat al SS-Führungshauptamt (Quarter Operatiu de les SS), on s'estarà fins al final de la guerra. El 30 d'agost de 1944 va afegir les Espases a la seva Creu de Cavaller pels seus serveis al Front Occidental.
Va morir a Hamburg a causa d'un infart el 1995.

## Condecoracions
- Creu de Cavaller de la Creu de Ferro amb Fulles de Roure i Espases:
  - Creu de Cavaller – 15 de setembre de 1941
  - Fulles de Roure (393è) – 12 de febrer de 1944
  - Espases (94è) – 30 d'agost de 1944
- Creu Alemanya en Or – 25 de febrer de 1943
- Creu de Ferro de 1a Classe – 8 de novembre de 1939
- Creu de Ferro de 2a Classe
- Insígnia de l'Assalt d'Infanteria en plata
- Insígnia de Ferits en plata
- Mencionat al Wehrmachtbericht